# Herbicide auxinique

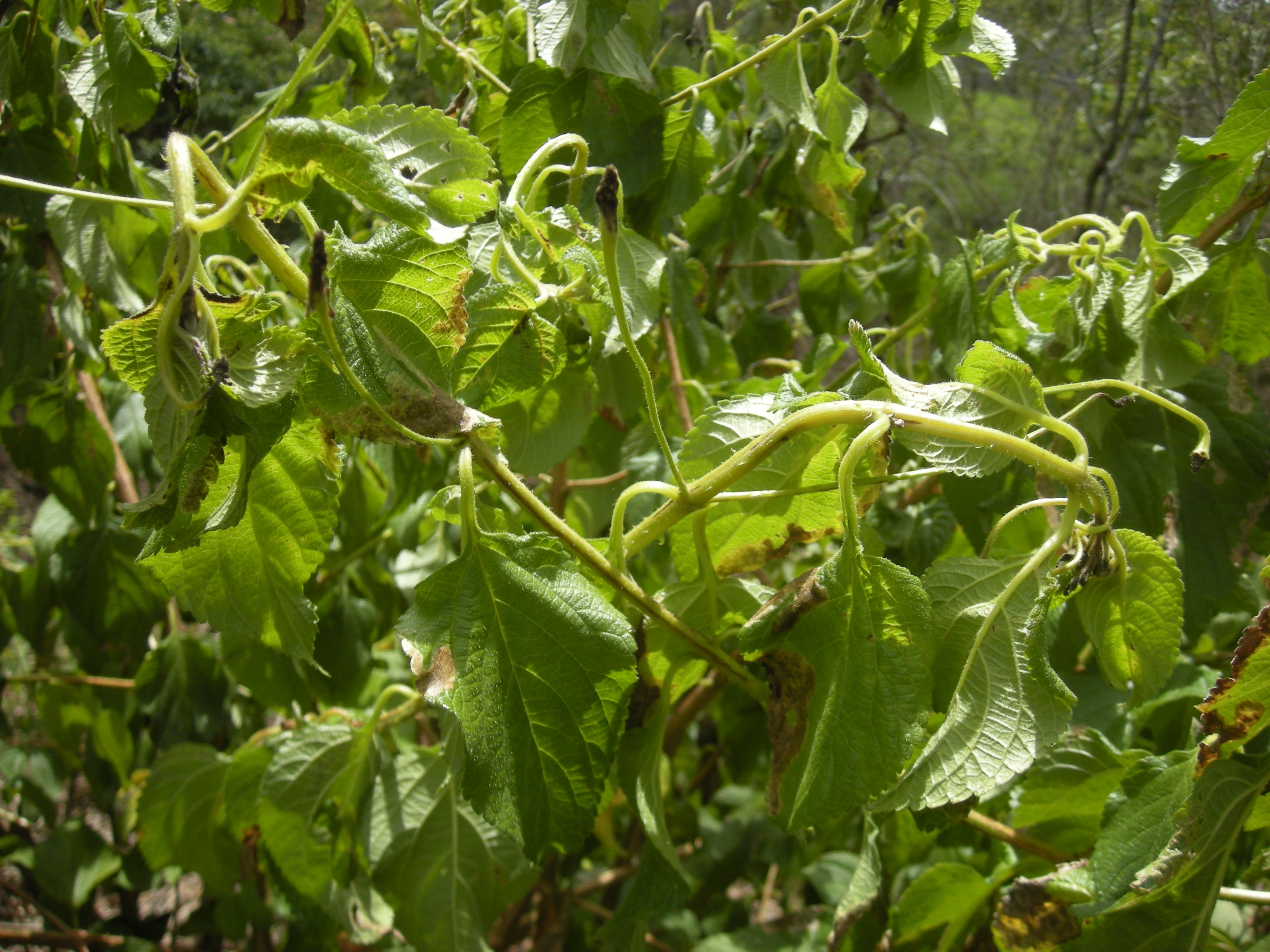
Effet du 2,4-D sur le lantanier (Lantana camara) sept jours après l'application.

Les herbicides auxiniques sont des composés organiques qui entrent comme substance active dans la composition de nombreuses préparations  herbicides. Ce sont les plus anciens herbicides de synthèse.
Ces herbicides sont des  auxines synthétiques et peuvent aussi être décrits comme des régulateurs de croissance à activité herbicide ou comme des herbicides ayant une action de régulateur de croissance. Ces herbicides sont classés dans le groupe O de la classification HRAC des herbicides (classification par modes d'action).
Mis au point partir de la Seconde Guerre mondiale, les herbicides auxiniques ont été les premiers herbicides sélectifs mis sur le marché.
Bien que certains de ces produits ont été interdits en raison de leur toxicité, ils constituent une classe très importante d'herbicides, et paradoxalement leur mode d'action précis est encore inconnu.
Ces herbicides sont phytotoxiques pour les plantes à feuilles larges (dicotylédones) et bien tolérés par les graminées (monocotylédones), et sont de ce fait très utiles pour la maîtrise des mauvaises herbes dans les cultures de graminées (céréales, gazons, prairies).
La tolérance des monocotylédones à l'égard des herbicides auxiniques s'explique par une moindre translocation, une augmentation du métabolisme et par l'absence d'un cambium vasculaire dans le phloème.
Certaines espèces de dicotylédones peuvent être tolérantes à l'égard de ces herbicides car elles les métabolisent sous des formes moins toxiques.

Molécule de 2,4-D (acide 2,4-dichlorophénoxyacétique).

Molécule d'auxine (acide indole 3-acétique).

Ces herbicides ont une structure chimique semblable à celle d'une hormone végétale naturelle, l'auxine, ou acide indole 3-acétique (AIA).
Ce sont pour la plupart des acides organiques contenant un noyau aromatique et un groupe carboxyle, caractérisés par leur faible poids moléculaire.
Le mode d'action de ces herbicides n'a pas été précisément caractérisé, mais étant donné leur similarité structurelle avec l'auxine, on pense qu'ils agissent comme l'auxine et on les qualifie de mimétiques de l'auxine.

## Principaux groupes d'herbicides auxiniques
On distingue cinq groupes d'herbicides auxiniques,, :
- dérivés des acides phénoxy-alcanoïques :
  - acides phénoxy-acétiques (ou phénoxy-carboxyliques), tels que 2,4-D, 2,4,5-T, MCPA, etc.
  - acides phénoxy-2-propioniques, tels que dichlorprop, mécoprop, etc.
  - acides phénoxy-butyriques, tels que 2,4-DB, MCPB, etc.
- dérivés des acides benzoïques, tels que dicamba, chlorambène, 2,3,6-TBA, etc.
- dérivés des acides pyridiniques, tels que clopyralide, piclorame, triclopyr , fluroxypyr, aminopyralide[7].
- dérivés des acides quinoline-carboxyliques, tels que quinclorac, quinmerac,
- dérivés des acides pyrimidine-carboxyliques, tels que aminocyclopyrachlore,

Un autre groupe , classé dans le groupe P de la classification HRAC des herbicides, comprend des dérivés des phthalamates, tels que naptalame, et  des semi-carbazones, tels que diflufenzopyr, qui agissent comme inhibiteurs du transport de l'auxine dans la plante. Ils provoquent une accumulation anormale de l'auxine naturelle (AIA) et des auxines synthétiques (herbicides) dans les régions méristématiques des racines que des tiges, ce qui entraîne un déséquilibre des hormones de croissance et la mort des plantes en quelques jours. Ces substances agissent en synergie avec les herbicides auxiniques (par exemple dans une préparation contenant à la fois du dicamba et du diflufenzopyr), permettant une meilleure efficacité de ces derniers, à plus faible dose,.

## Utilisation
Les herbicides auxiniques sont utilisés principalement pour lutter contre les mauvaises herbes à feuilles larges (dicotylédones) dans les cultures de graminées (Poaceae), c'est-à-dire les céréales, les pâturages et les gazons.
Ils permettent notamment de supprimer certaines plantes vivaces très difficiles à gérer, comme le cirse des champs (Cirsium arvense) et le liseron des champs (Convolvulus arvensis).
Comme ils sont efficaces contre les buissons, on les utilise également pour lutter contre les plantes ligneuses dans la gestion des forêts et de certains sites de terres non cultivées (zones non agricoles).
Ces herbicides sont aussi employés contre certaines mauvaises herbes aquatiques.

## Mauvaises herbes résistantes

Espèces de mauvaises herbes devenues résistantes aux herbicides auxiniques : évolution de 1957 à 2015.

L'apparition de résistances aux herbicides auxiniques paraissait peu probable à cause des fonctions complexes régies par l'auxine dans le fonctionnement des cellules : réseau de signalisation complexe, dynamique du métabolisme cellulaire à divers niveaux d'organisation (notamment endocytose, polarité cellulaire et contrôle du cycle cellulaire dans chaque cellule), processus de régulation commandant par exemple l'embryogenèse, l'organisation et la structuration spatiale des tissus et la formation de nouveaux organes.
Malgré le rôle critique de l'auxine dans le développement des plantes, plus de 30 cas de résistance aux herbicides auxiniques ont été rapportés dans le monde, mais dans la plupart des cas, la base moléculaire des mécanismes de résistance à l'auxine est inconnue.
En 2016, on recense 32 espèces de plantes sauvages (mauvaises herbes) dont au moins une population a été signalée comme résistante à des herbicides auxiniques.
Les cas les plus anciens concernent deux populations de Commelina diffusa et Daucus carota signalées en 1957 comme résistantes au 2,4-D, respectivement à Hawaï et en Ontario. Ce sont les plus anciens cas documentés de résistance à des herbicides.
19 pays sont concernés en Amérique du Nord et du Sud, en Australasie, en Europe et en Asie, les cas les plus nombreux se situant aux États-Unis (16 cas).
Parmi les herbicides concernés figurent notamment le 2,4-D (28 espèces présentant des cas de résistance), le MCPA (12 espèces), le dicamba (14 espèces), le quinclorac (11 espèce), le MCPB (1 espèce), le dichlorprop (1 espèce), le triclopyr (1 espèce). Beaucoup de ces populations de plantes peuvent présenter des résistances croisées avec d'autres herbicides du groupe O  et des résistances multiples avec d'autres groupes d'herbicides.

## Variétés cultivées tolérantes
En 2010 Dow AgroSciences a créé une variété de soja génétiquement modifiées rendue résistante au 2,4-D par insertion d'un gène bactérien aad1 codant l'aryloxyalcanoate dioxygénase-1, qui la rend résistante à l'acide dichlorophénoxyacétique (2,4-D) et à certains herbicides à base d'aryloxyphénoxypropionate (AOPP ou fop),,.
Cette variété était présentée comme une alternative ou un complément aux variétés « Roundup Ready » de Monsanto en raison de la prévalence croissante de mauvaises herbes résistantes au glyphosate.
En avril 2014, des variétés de maïs et de soja génétiquement modifiées pour être résistantes au 2,4-D et au glyphosate ont été homologuées au Canada.
Aux États-Unis, le Département de l'Agriculture des États-Unis (USDA) a homologué les variétés de maïs et de soja de Dow AgroSciences en septembre 2014, et en octobre de la même année l'Agence américaine de protection de l’environnement (EPA) a enregistré l'herbicide « Enlist Duo » contenant à la fois du 2,4-D et du glyphosate,,,.

## Symptômes
Les lésions causées par les herbicides auxiniques varient selon les doses appliquées ou reçues, les substances actives utilisées, les espèces de plantes, le stade de croissance des plantes affectées et les conditions environnementales.
Les plantes les plus jeunes et les plantules sont les plus sensibles, et les plantes annuelles sont plus sensibles que les plantes ligneuses (arbres et arbustes).
Les premiers symptômes, apparaissant dans les heures qui suivent l'exposition, sont des déformations des feuilles, en forme de coupe ou par enroulement des bords, et la torsion des tiges.
Plus tard, dans les jours suivants l'application, une chlorose généralisée peut apparaître, surtout en cas de dose élevée
On peut également constater la chute des feuilles et la mort de l'extrémité des bourgeons, suivie par le dépérissement des tiges chez les plantes ligneuses.
En fonction de la dose reçue, la croissance peut reprendre, mais elle est souvent limitée à des bourgeons situés à la base des plantes.
Les repousses peuvent présenter des symptômes graves de torsion des pétioles et des tiges, de déformation des feuilles, de décoloration des nervures foliaires, de rabougrissement, etc.
Ces herbicides peuvent aussi inhiber la croissance des tissus du limbe foliaire situé entre les nervures de sorte que les nervures apparaissent reliées entre elles et projetées en forme de doigts.
Chez les arbres et arbustes, les symptômes peuvent continuer à apparaître jusqu'à la fin de la saison de croissance, et même dans certains cas l'année suivante.
L'élongation des tiges peut être augmentée (pour des doses relativement faibles) ou au contraire inhibée (à des concentrations élevées).
L'exposition à des herbicides auxiniques peut aussi affecter les fruits. A des doses élevées, la taille des fruits, leur forme ou leur aspect peuvent être affectés, et leur maturation retardée, tandis que de faibles doses n'auront pas d'effet sur la maturité des fruits.
Par exemple, des vignes traitées à l'aide de fortes doses de 2,4-D peuvent souffir de retard de maturation pendant un à trois ans.